# Acheson-grafit
Acheson-grafit är en konstgjord grafit som uppfanns av amerikanen Edward Goodrich Acheson. Den används i form av en massa för tillverkning av anodplattor. Dessa formas av malen koks och bränns, inbäddade i kolpulver, i en elektrisk ugn vid så hög temperatur, att kolet blir grafitartat och koksens askbeståndsdelar förflyktigas. Anodplattorna har stor ledningsförmåga och motstår väl inverkan av klor och syre vid elektrolys enligt kloralkaliprocessen.
Acheson-grafit används även som värmebeständigt smörjmedel.